# Necropoli La Capriola
La Necropoli La Capriola è una necropoli dell'Età del Rame che si trova sulle colline circostanti il lago di Bolsena  in provincia di Viterbo, poco distante da Civita d'Arlena.

## Descrizione
La quantità di reperti ritrovati in quest'area, riferibili all'età del Rame, fanno ritenere che il sito sia stato stabilmente abitato a partire da questo periodo storico.
Qui furono scoperte una trentina di sepolcri, a fosse e incinerazioni a pozzetto, oltre ai fondi di almeno cinque capanne. 